# 제니게바
《제니게바》(銭ゲバ)는 일본의 NTV에서 2009년 1월 17일부터 - 2009년 3월 14일까지 매주 토요일 오후 9시 ~ 9시 54분까지 방영된 TV 드라마이다. 총 9회, 첫회는 15분을 추가하여 방송하였다(21:00-22:09). HDTV영상으로도 방송, 주연은 마츠야마 켄이치.

## 개요
조지 아키야마가 1970-71년 《주간소년 선데이》에 연재한 동명의 만화를 원작으로 하였다.
드라마 각본은 원작의 내용을 대체로 그대로 표현하였지만, 몇몇 장면의 설정은 원작이 발표된 1970년대를 재현한 것이 아니고, 파견이라는 설정 등은 2009년 현재의 모습을 현저하게 반영시켰다.
등장 인물은 드라마로 거의 새로 만든 인물이 많다. 또, 주인공 후타로 왼쪽 눈에 있는 상처는, 원작에서는 선천적인 것으로 붙은 것이지만, 드라마에서는 어릴 적에 아버지에게 받은 폭력으로 생긴 것으로 설정하였다.
캐치프레이즈는 〈돈을 위해서라면, 뭐든지 하지즈라 金のためなら、なんでもするズラ〉.

## 캐스팅

### 등장 인물
가마고리 후타로 (蒲郡風太郎)(23) ： 마츠야마 켄이치
‘돈만 있으면 행복해질 수 있다.’, ‘돈으로 살 수 없는 것은 없다.’고 믿는 지독한 배금주의자. 공장에서 일하는 파견 노동자이다. 처음엔 〈카마타 합판 공장〉에서 노동하였지만, 생산조정을 이유로 해고된다. 이후 〈미쿠니 조선〉의 시나가와 공장에서 근무를 시작한다. 시즈오카 현 이즈반도 출신. 학력은 초등학교 중퇴. 어린시절 가난한 환경에서 자라 어머니를 잃고, 어머니가 죽은 것은 돈이 없었기 때문이라 믿으며 돈에 미친 듯 집착하는 ‘제니게바’가 된다. 평소에는 온화하고 조용한 청년이지만, 그 이면에는 돈을 위해서라면 악행도 서슴없이 저지르는 모습도. 한편으로는 진정한 사랑에 목마른 고독한 남자. 말꼬리에 ‘~즈라’를 붙이는 습관이 있다. 미쿠니 조선에 파견된 것을 계기로 사장 딸인 미도리과 우연을 가장해 재회. 미쿠니 가에 들어 온 뒤, 뒤에서 여러 살인 사건을 반복해, 마침내 미쿠니 조선을 빼앗는 인물.
유년시절의 후타로(11) ： 사이토 료세이
유년시절부터 하루하루 생활에 어려움을 느껴, 교과서 대금, 급식비, 심지어는 소풍사진비 50엔조차 지불하는 일도 할 수 없는 빈곤한 가정으로 자란다. 가난의 비참함과 돈의 힘을 눈 앞에서 직접 경험한 후타로는 세상의 모든 것을 미워하고, “돈이 전부, 돈만 번다면 뭐든지 한다”라고 생각하여, 돈을 위해서라면 살인마저도 저지르는 비정한 인격이 된다.
미쿠니 미도리 (三國緑)(24) ： 미무라
〈미쿠니 조선〉 사장의 장녀. 용모도 마음도 아름다운 아가씨. 후타로와 아카네의 결혼에 의해 후타로와는 처제와 매부 사이가 된다. 후타로의 치열하고 힘겨운 성장과정을 알고 난 뒤, 그에게 미움과 동정이 섞인 복잡한 감정을 안게 된다.
미쿠니 아카네 (三國茜)(21) ： 키나미 하루카
미도리의 여동생으로, 오른쪽 뺨에 큰 파란 반점이 있다. 또, 다리에도 장애가 있어 휠체어에 의지해 생활한다. 주위에 마음의 벽을 만들어 행복한 인간을 미워한다. 후타로의 거짓된 마음을 진심으로 느껴 서로 알게되면서 결혼하지만, 후에 그의 본심을 알게 되고 자살을 결심한다.
미쿠니 죠지 (三國譲次)(56) ： 야마모토 케이
〈미쿠니 조선〉의 4대 사장. 미도리와 아카네의 부친이기도 하다. 후타로가 고용한 에다노 요시오에 의해 살해된다.
하기노 히로시 (22)：콘도 코엔
후타로의 어린시절 즉, 시즈오카에서 살던 시절, 후타로와 함께 신문배달을 하면서 대학에 다니고 있던 학생으로, 사토시의 남동생. 불행한 후타로에게 친절하게 대하지만, 지갑을 훔친 후타로를 타이르다 후타로에게 야구배트로 살해된다.
하기노 사토시 (36)：미야가와 다이스케
히로시의 형, 경시청 본청의 형사. 스가타와 콤비이기도 하다. 남동생의 죽음과 후타로와의 관계를 쫓으면서, 후타로의 주변을 끝없이 쫓아다니는 형사이다. 미도리에게 후타로의 과거를 이야기한 장본인이기도 하다. 하지만, 결혼한 아내의 수술비와 자식의 안전을 위해 치료비에 필요한 돈을 후타로에게 부탁한다.
하기노 카나에：미야모토 유코
사토시의 아내. 오랫동안 심장병으로 병상에 있지만, 사토시와 후타로의 거래로 명의에게, 무사히 이식 수술을 받는다.
하기노 마사요시 (11)：후카자와 아라시
하기노와 카나에의 아들. 초등학교 5학년.
스가타 준(25)：스즈키 유우키
형사, 사토시와 콤비다. 집요하게 후타로를 잡을 기회를 노리는 하기노에 이해하지 못하는 듯 하면서도 그를 끝까지 따른다.
노노무라 야스히코(48)：코우세키 마나부
식당 〈이즈야〉의 주인. 후타로가 노노무라 가족 모두로 친하게 지냈었지만, 조카·신이치의 사건을 계기로 돈의 힘에 굴복하게 된다.
노노무라 사치코(36)：료
야스히코의 아내.
노노무라 하루코(34)：타쿠마 세이코
야스히코의 여동생.
노노무라 유카(16)：이시바시 안나
야스히코의 딸. 8화에서, 후타로에게 자신의 가족이 진 빚을 갚아달라며 자신의 몸을 후타로에게 팔고자 그를 데리고 러브호텔로 이끌기도 한다.
노노무라 신이치：마츠야마 켄이치 (1인 2역)
야스히코의 조카로, 유카의 오빠. 생김새는 후타로와 아주 비슷하지만, 얼굴에 상처가 없는 것이 차이점. 일을 크게 벌이는 성격으로, 가족에게 있어서 골칫덩어리다.
가마고리 모모코(35)：오쿠누키 카오루
후타로의 어머니, 가마고리 켄조의 아내. 남편 켄조를 대신해 수산시장에서 아르바이트를 하면서 생계를 유지해 가고 있다. 가난 때문에 병 치료를 받지 못하고 죽음.
가마고리 켄조(45)：시이나 킷페이
후타로의 아버지. 말버릇은 “와~우 わーお”. 결혼 초기, 회사에 근무하고 있었지만, 사내에서 불상사로 해고된다. 그 이후로 일에 대한 의욕을 잃어, 술과 여자에게 빠져 방탕한 생활을 보내고 있다. 사장이 된 후타로에게 현금 10억엔을 건네 받지만 주체하지 못하고, 갑부의 허무함을 깨닫지만, 정작 아들인 후타로에게는 가르쳐주지 않는다.

### 게스트
테라다 슈지(49) ： 타구치 토모로 (제1, 2, 6, 최종화)
후타로와 같은 파견처 〈카마타 합판 공장〉에서 일하고 있던 파견 노동자. 후타로에게 돈을 빌리려 하지만, 후타로가 거절하자 그의 집에서 돈을 훔치다 후타로에게 살해된다.
시라카와 마사테루 ： 다나카 케이 (제2, 3, 6, 최종화)
미도리의 소꿉친구로, 미쿠니 가(家)와 같은 부유층의 청년. 후타로의 정체를 수상히 여기지만, 후타로에게 살해된다 (방법은 묘사가 없고, 어떻게 살해당했는지는 불분명).
타나베 ： 마사나 바쿠조 (제3, 최종화)
궁핍한 노동자. 후타로에게 돈으로 팔려 후타로의 작전에 가담한다.
에다노 요시오 ： 에모토 토키오(제4, 5, 6, 최종화)
〈미쿠니 조선〉에서 일하고 있던 파견 노동자 청년. 부모님은 빚 때문에 자살했다. 또, 자신은 암 때문에 살 날이 얼마 남지 않았다. 자신과 삶의 그림자가 비슷한 후타로를 친근감을 느껴, 후타로의 악행에 협력하고 자살한다.
히로코 ： 오쿠누키 카오루(제6화)
후타로의 어머니인 모모코와 매우 닮은 여자 노숙자. 후타로가 그녀를 엄마와 비슷한 이유 하나로 몇십억의 돈봉투를 주었는데, 그것이 오히려 화근이 되어 노숙자 동료들의 옥신각신 싸움에 말려 상해를 입어 죽고 만다. 후타로의 어머니인 모모코를 연기한 오쿠누키 카오루가 연기하였다
노숙자의 노인：시나가와 토오루(제7화)
유년 시절 후타로가 한 행동을 모두 알고 있던 남자.

### 그 외의 게스트
진료소 의사 ： 야소다 유이치 (제1화)
유년시절 후타로의 담임 선생님 ： 미야 나오코 (제1화)

### 주된 무대
카마타 합판 공장
후타로가 해고될 때까지 일했던 파견처. 많은 파견 노동자가 일하고 있다. 합판 공장이다.
미쿠니 조선
후타로의 파견처. 미쿠니 가(家)의 회사이다. 공장에서는 많은 파견 노동자가 일하고 있지만, 이전 공장에서도 그렇듯 후타로는 혼자 일하고 혼자 따로 쉰다.
미쿠니 가(家) 별장
후타로의 고향인 이즈에 있는 미쿠니 가(家)의 피서지. 유년 시절 후타로와 미도리가 만난다. 별장에 오게 된 후타로가 마카롱을 훔치려고 했지만 미도리에게 발견되어 쫓겨났다. 이 사건은 후타로의 인격형성에 큰 영향을 끼치게 된다.
가마고리의 집
현재 2025년에는 폐옥.
이즈야
후타로가 늘 가는 식당. 언제나 놀래미 정식을 주문한다. 늘 친절하고 싹싹하게 대접한다.
미쿠니 가(家)의 집
미쿠니 가족이 사는 대저택. 후타로도 결혼 후 여기에 산다.
이상의 세계(최종화)
후타로가 죽기 직전에 상상한, 그가 만난 사람들 누구든지 행복하게 살고 있는 사회. 어두운 운명을 거친 등장 인물들이 모두 행복한 삶을 살아간다 (후타로를 포함).

## 스태프
- 원작：죠지 아키야마 〈제니게바〉
- 각본：오카다 요시카즈
- 음악：카네코 타카히로
- 사운드 디자인：이시이 카즈유키
- 기술：사사키 슈헤이
- 각본 협력：네모토 논지
- 프로듀서：카와노 히데히로, 난바 토시아키(AXON)
- 연출：오오타니 타로, 카리야마 슌스케
- 제작 협력：토탈 미디어 커뮤니케이션 (Total Media Communication)
- 제작 프로덕션：AXON
- 제작/방송：NTV

## 관련 음반

### 주제곡
- かりゆし58 《さよなら》（레이블 : LD&K Records）

### Original Sound Tracks
1. Main Theme Trumpet
2. Confession~懺悔
3. Main Theme Of Zeni Geba(銭ゲバのテーマ)
4. Elegance(緑のテーマ)
5. Doubt~猜疑心
6. Izuya Duet
7. Transparency Dub Piano~透明
8. A Matter Of Quartet
9. Requiem~鎮魂歌
10. Runaway~逃走
11. Mother~優しさ
12. Melancholy~哀愁のテーマ
13. On-the-spot~事件現場
14. Ease~安らぎ
15. Confusion~葛藤
16. Negative(茜のテーマ)
17. Investigation~捜査
18. Izuya New Orleans
19. Murder~殺人
20. Transparency Harp~透明ⅱ
21. Back Stabbers~裏切り者のテーマ
22. Sadness~悲しみ
23. Mother Harp~優しさⅱ

## 시청률
| 제1화                                                      | 2009년1월17일 | 사랑을 주세요...돈을 위해서라면 뭐든지 하는 녀석이즈라!! (愛をください…金のためなら何でもするズラ!!) | 12.0% |
| 제2화                                                      | 2009년1월24일 | 사랑은 돈으로 살 수 있는 것!!! (愛は金で買えるズラ!!!!)                                              | 11.3% |
| 제3화                                                      | 2009년1월31일 | 함정! 아름다운 마음이 갖고 싶은 녀석이즈라 (罠! 美しい心が欲しいズラ)                                | 9.0%  |
| 제4화                                                      | 2009년2월7일  | 내 가족은 엄마뿐이즈라 (僕の家族は母さんだけズラ)                                                    | 10.7% |
| 제5화                                                      | 2009년2월14일 | 우정도 사랑도 필요없즈라 (友情も愛も必要ないズラ…)                                                   | 10.1% |
| 제6화                                                      | 2009년2월21일 | 체포...돈이 부른 불행이즈라 (逮捕…金が招いた不幸ズラ)                                                | 10.2% |
| 제7화                                                      | 2009년2월28일 | 목숨의 가격도 결국 돈이즈라... (命の値段も結局金ズラか…)                                             | 8.7%  |
| 제8화                                                      | 2009년3월7일  | 악은 조용히 죽어가즈라 (悪は静かに死んでやるズラ)                                                    | 6.4%  |
| 최종화                                                     | 2009년3월14일 | 행복은 어디에 있는 것이즈라? (幸せはどこにあるズラ?)                                                 | 10.5% |
| 평균시청률 9.9% （일본 간토 지방 비디오 리서치 조사 기준） |               | |       |

## ‘즈라’의 사용
후타로가 자주 입버릇으로 사용하는 것이 바로 ‘즈라 ズラ’이다. 주로 후타로는 이것을 말 끝에 붙인다. 캐치 카피에 〈金のためなら、何でもするズラ〉처럼 말이다. 이 즈라는 일본 중부지방이자 후타로가 유년 시절 살았던 시즈오카 현의 이즈 반도 지방에서 사용하는 방언이다. 한국으로 치면 전라도에서 ‘~~지라 ’하는 것과 비슷한 것이다.
하지만 이 즈라의 방언은 올바른 사용법이 아니고, 더군다나 후타로처럼 20대의 청년이 사용하는 경우는 극히 드물다. 현재 일본에서도 이 즈라라는 방언을 사용하는 연령은 60세 이상의 연장자 가운데에서도 극히 일부에 불과하다.

## 기타
- 제4화에서 미도리가 자택의 뒷마당에 묻힌 시체를 파낼 때 나온, ‘へのへのもへじ’의 낙서는, 원작자 죠지 아키야마가 직접 그린거다.
- 평균 시청률은 같은 방송사 가운데에서는 2007년 《수험의 신》 이후로 처음이다.
- 이 프로그램에서는 드라마 내용의 문제가 되어서, 코카콜라를 제외한 5개의 제공 회사가 제공을 중단하고, 3화부터는 코카콜라만 제공을 협찬한다.
- 일본 TV갤럭시상 TV 부문 월간상 수상.

## DVD 발매
- 제니게바 DVD-BOX（2009년 5월 22일 발매）